# San Candido
San Candido (en allemand : Innichen) est une commune italienne d'environ 3 400 habitants située dans la province autonome de Bolzano dans la région du Trentin-Haut-Adige. Marktgemeinde depuis 1303, San Candido est aujourd'hui une petite ville touristique des Dolomites, incluse dans le parc naturel de Tre Cime. Son économie est très liée aux activités de sports d'hiver et d'été de sa station de ski.

## Toponymie
Le toponyme allemand est attesté en India en 769, Intihha en 822 et Intichingen en 1070 et provient peut-être du nom latin Indius. Le nom italien San Candido est attesté en 1870. En ladin, la commune s'appelle San Ciana, nom utilisé par la province de Bolzano pour ses textes en ladin au XXIe siècle.

## Géographie
Le chef-lieu de la commune se trouve dans la haute partie orientale du val Pusteria (en allemand : Pustertal), proche de la frontière autrichienne et Sillian en Tyrol oriental, à une altitude comprise entre 1 160 et 1 200 m. La vallée s'étend en direction est-ouest, entre la crête des Dolomites au sud et les Hohe Tauern (les montagnes de Villgrat) au nord. Le fond de la vallée vers la commune voisine de Dobbiaco (Toblach) est la source de la Drave et le partage d'eaux entre le Danube et l'Adige. 
Au sud, le territoire communal couvre une partie du parc naturel des Tre Cime (Drei Zinnen), avec le sommet du Croda dei Baranci (Birkenkofel) à 2 922 m et le Monte Elmo (Helm) à 2 434 m d’altitude, le plus occidental des sommets des Alpes carniques. La vallée de Sesto (Sextental), débouchant au sud-est de San Candido, le sépare de la chaîne des Dolomites de Sesto.

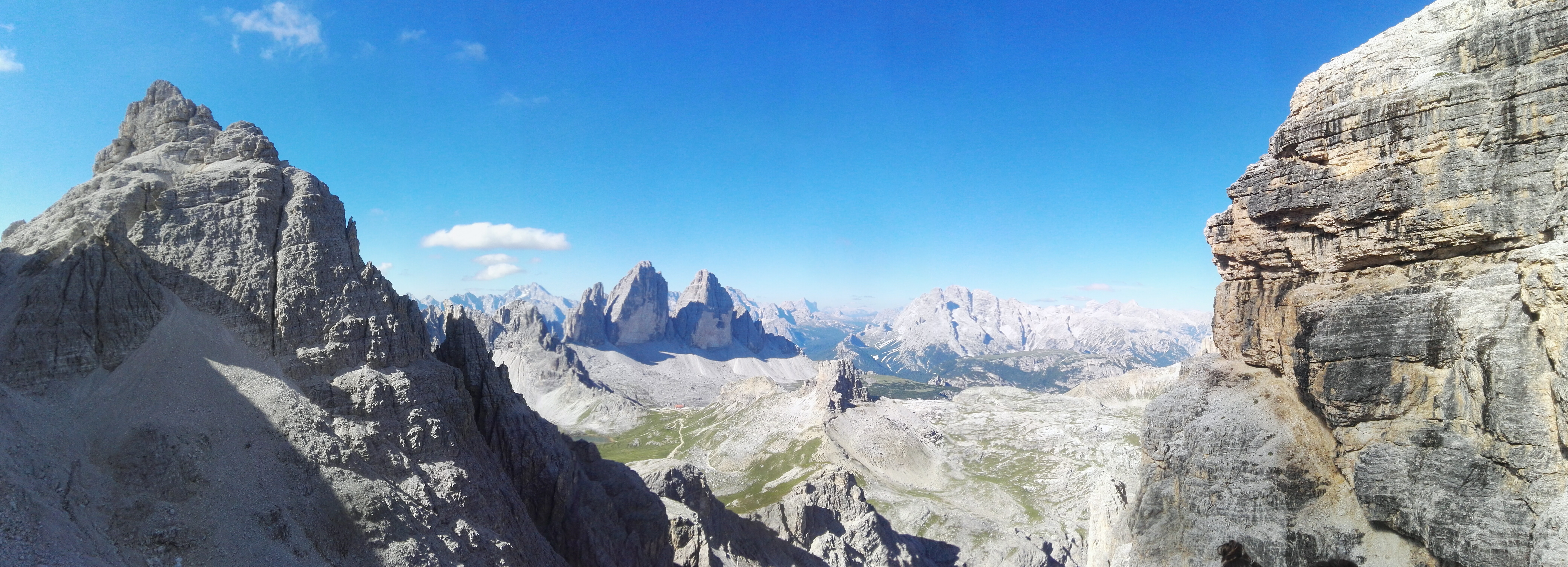
Panorama du parc naturel des Tre Cime.

### Hameaux
La municipalité de San Candido compte trois hameaux :
- Monte San Candido (Innichberg) ;
- Versciaco di Sopra (Obervierschach) et Versciaco di Sotto (Untervierschach) ;
- Prato alla Drava (Winnebach).

### Communes limitrophes
Les communes limitrophes de San Candido sont Dobbiaco, Innervillgraten (Autriche), Sesto et Sillian (Autriche).
|          |             | Innervillgraten |
| Dobbiaco | San Candido | Sillian         |
|          |             | Sesto           |

## Histoire

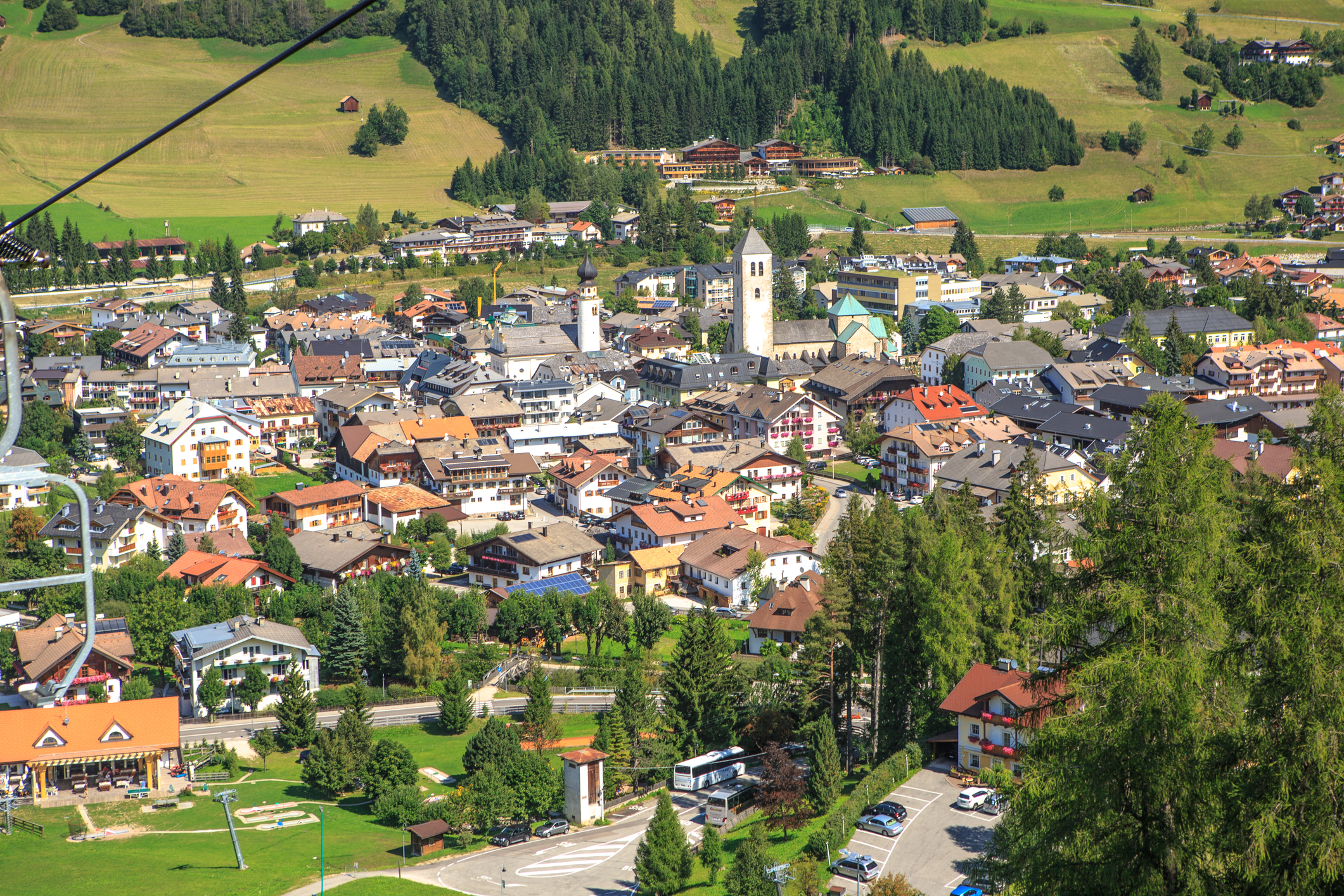
Vue générale de la ville.

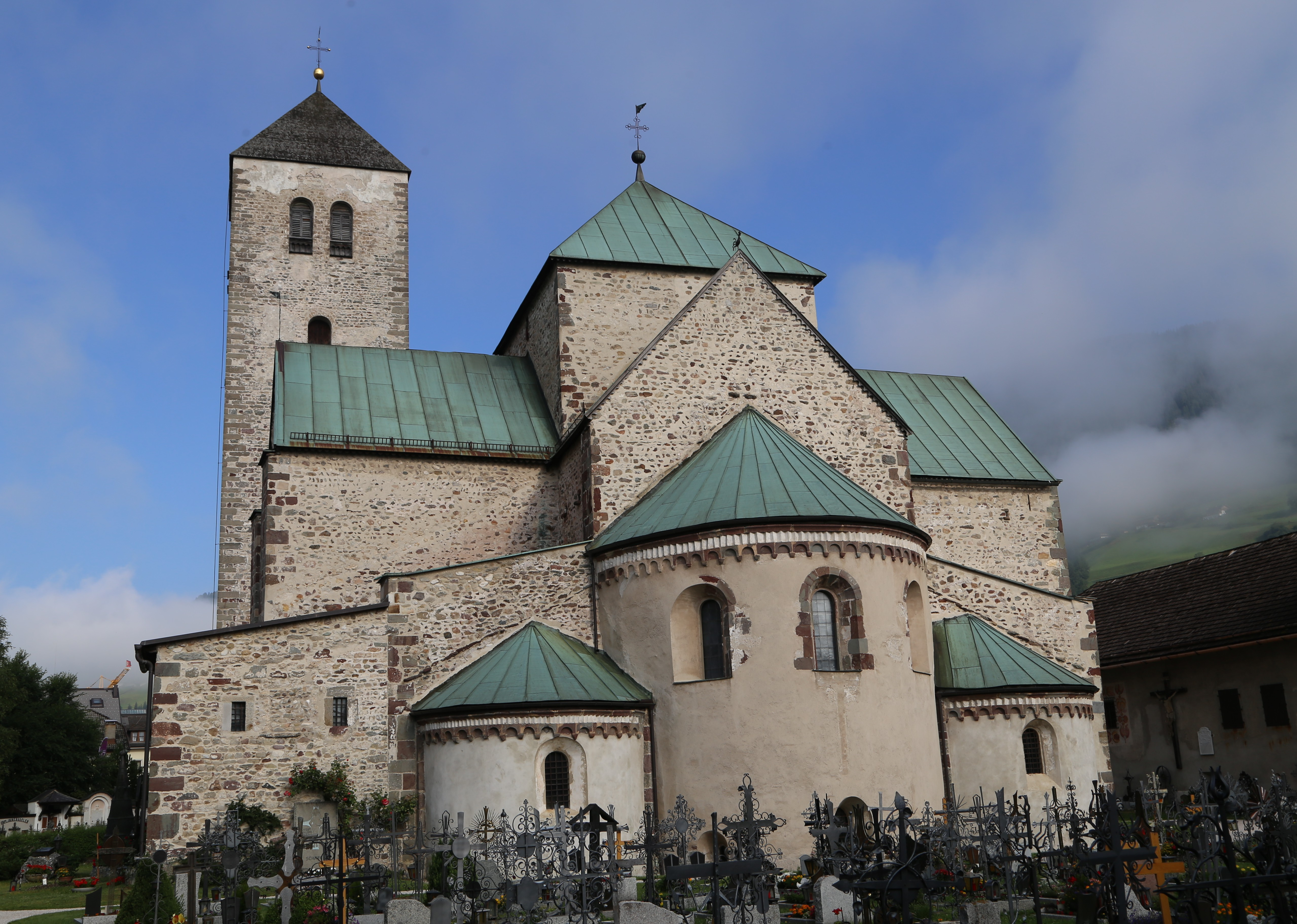
L'église abbatiale.

La vallée était déjà peuplée au IVe siècle av. J.-C. Elle faisait partie du royaume celtique de Norique qui est devenu une province de l'Empire romain vers l'an 15 av. J.-C. Une voie romaine importante traversait le val Pusteria, partant d'Aquilée et passant les Alpes vers Augusta Vindelicorum (Augsbourg) au nord.
À la fin du VIe siècle, des colons slaves sont arrivés dans les Alpes orientales et atteignent la région de la Drave supérieure où ils combattirent les Bavarii sous leur duc Tassilon Ier. Cela entraîne la destruction de la localité et la création d'une nouvelle frontière entre le territoire du duché de Bavière et de la principauté slave de Carantanie à l'est. Après qu'une seigneurie bavaroise fut établie, le duc Tassilon III en 769 donne à l'abbé Atton de Scharnitz un territoire dans le val Pusteria pour la fondation de l’abbaye bénédictine d'Innichen. À partir de 783, Atton fut évêque de Frisingue et l'abbaye resta une exclave propriétaire de l'évêché de Frisingue jusqu'à la sécularisation en 1803. 
Tandis que le duc Tassilon III agrandit son duché par l’annexion de la Carantanie, le roi Charlemagne n’apprécie pas cette action indépendante et conduit à la destitution de Tassilon en 787, qui met fin à la semi indépendance du premier duché de Bavière, désormais intégré aux royaumes francs. Le val Pusteria faisait partie du nouveau duché de Bavière à partir de 907 ; les comtes de Goritz et les comtes de Tyrol assumeraient les fonctions de baillis du monastère. Le couvent fut transformé en chapitre collégiale vers l'an 1140. Au fil des siècles, les souverains voisins (les comtes de Goritz et de Tyrol) ont pris possession de la plupart des domaines ecclésiastiques.
De 1803 jusqu'à la fin de la Première Guerre mondiale, Innichen appartenait au comté princier de Tyrol au sein de l'empire d'Autriche puis de l'Autriche-Hongrie et fut ville de garnison d'un régiment tyrolien de l'Armée territoriale impériale-royale autrichienne. Conformément aux dispositions du traité de Saint-Germain-en-Laye conclu en 1919, elle passa au royaume d'Italie.

## Administration
| Période                                  | Période  | Identité                  | Étiquette                    | Qualité |
| ---------------------------------------- | -------- | ------------------------- | ---------------------------- | ------- |
| 1952                                     | 1956     | Walter Müller             | Parti populaire sud-tyrolien | Maire   |
| 1956                                     | 1974     | Walter Wachtler           | Parti populaire sud-tyrolien | Maire   |
| 1974                                     | 1985     | Franz Senfter             | Parti populaire sud-tyrolien | Maire   |
| 1985                                     | 2010     | Josef Passler             | Parti populaire sud-tyrolien | Maire   |
| 2010                                     | 2015     | Werner Tschurtschenthaler | Parti populaire sud-tyrolien | Maire   |
| 2015                                     | 2020     | Rosmarie Burgmann         | Liste civique                | Maire   |
| 2020                                     | En cours | Klaus Rainer              | Parti populaire sud-tyrolien | Maire   |
| Les données manquantes sont à compléter. |          |                           |                              |         |

### Jumelages
- Freising (Allemagne) depuis 1969

## Économie

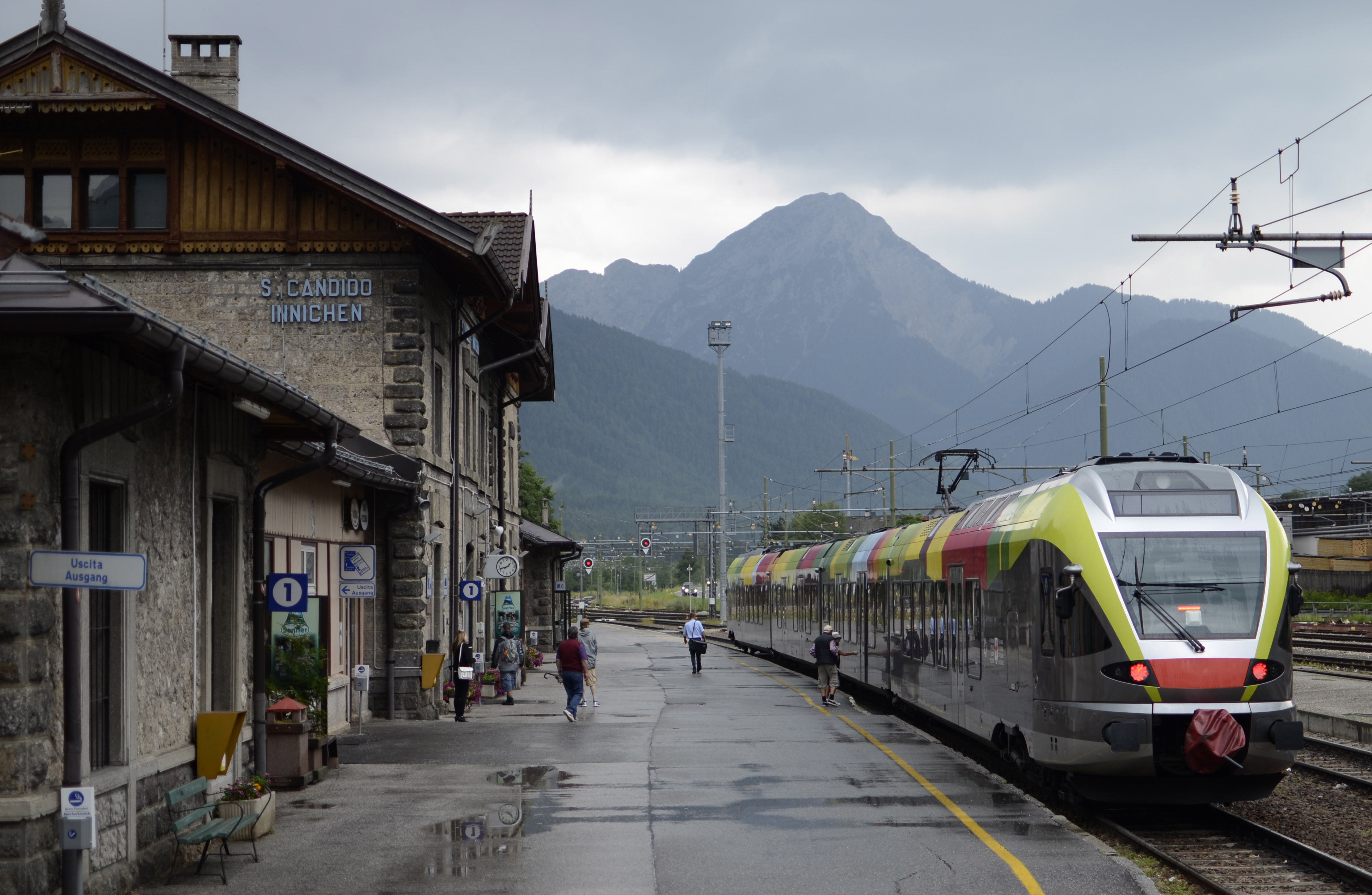
Un Stadler FLIRT à la gare de San Candido.

La société productrice de speck Senfter (it) a son siège sur son territoire. Elle comprend 1 800 employés et effectue 650 millions d'euros de chiffre d'affaires.
L'usine de mise en bouteilles d'eau minérale Kaiserwasser perpétue la glorieuse tradition des Wildbad (sources forestières) de San Candido. Selon la tradition, l'empereur François-Joseph se rendait en vacances à San Candido pour goûter l'eau de ces sources, encore appelée Kaiserwasser, littéralement « l'eau de l'empereur ». Selon une autre reconstruction, l'empereur Charles Ier d'Autriche, dernier sur le trône autrichien, préférait les eaux de San Candido.
La ville, ainsi que la ville voisine de Dobbiaco, sont équipées d'une seule installation de chauffage urbain alimentée par la combustion des déchets de scierie.
La ligne de chemin de fer du val Pusteria et la gare de San Candido, ouverte par la société Südbahn en 1871, étaient très importantes pour le développement économique et touristique de la région. En outre, la route nationale 49 (SS 49) traverse le territoire communal.

### Tourisme

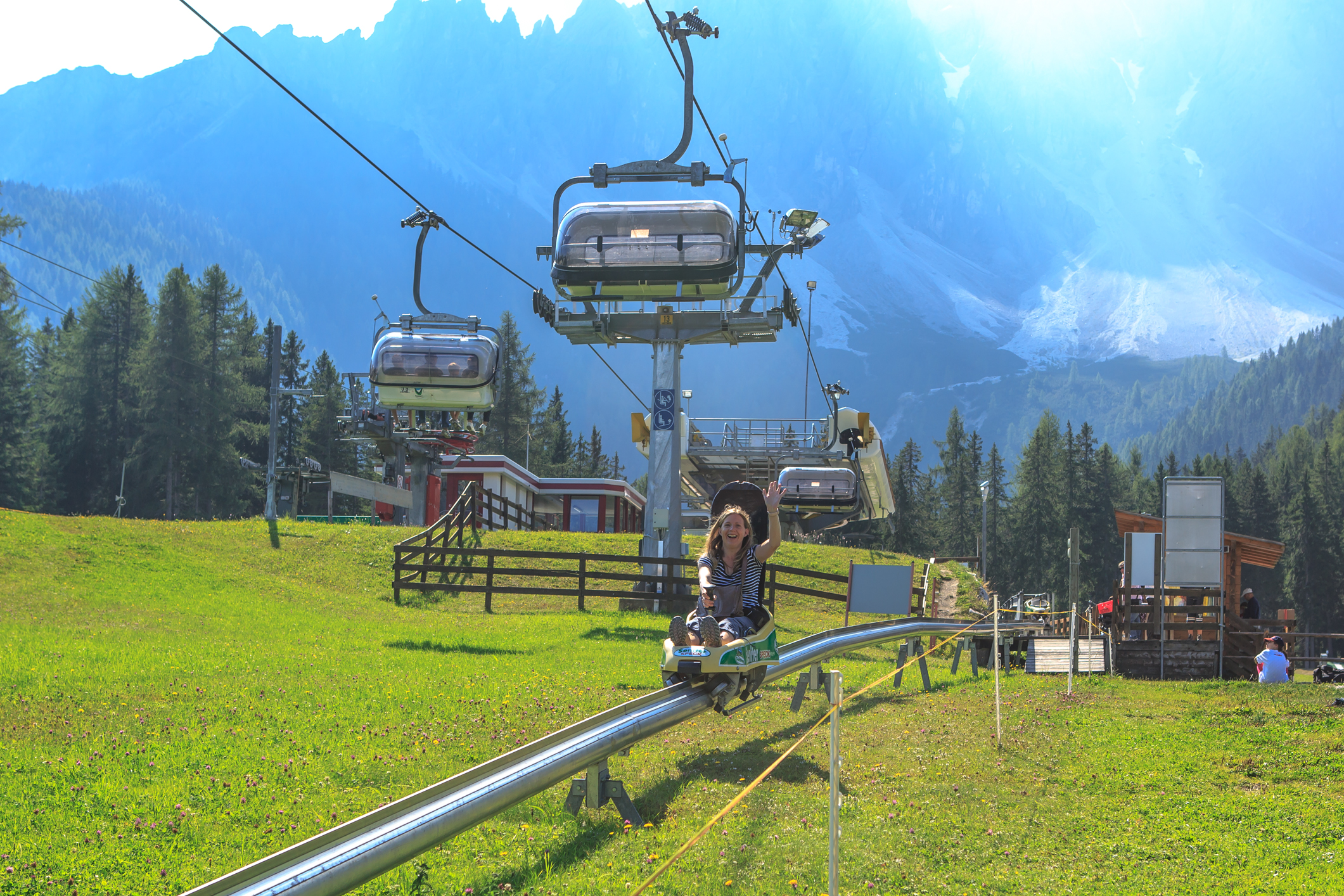
Station de Baranci.

Le tourisme hivernal lié aux pistes de ski de Baranci et du Monte Elmo et au ski de fond avec les pistes de Sesto, San Candido, Dobbiaco, et Cortina d'Ampezzo se développe dans la première période d'après-guerre. 
Le développement ultérieur a été principalement touristique, confirmé par la présence d'anciennes auberges et d'hôtels, parmi lesquels le Grauer Bär (Orso Grigio) attesté depuis 1745, qui semble être la première auberge de San Candido. 
San Candido est une station de sports d'été et d'hiver faisant partie du domaine des Tre Cime avec Dobiacco (Toblach) et Sesto (Sexten). Par train (le ski pustertal express), on peut aussi rejoindre en 30 minutes la station de Plan de Corones (Kronplatz) et accéder ainsi au grand domaine skiable des Dolomiti Superski. 
En été, en plus d’être un point de départ pour des excursions vers les Tre Scarperi ou les Tre Cime di Lavaredo, San Candido est devenu célèbre pour le cyclisme, avec la piste cyclable de Lienz (piste cyclable Dobbiaco - Lienz) qui descend de 600 mètres d’altitude, accessible à la plupart, sans effort particulier. La présence de la ligne de chemin de fer permet le retour en train. 
Il est également possible de descendre à vélo, mais dans le sens opposé, le val Pusteria, par la piste cyclable Pusteria. 
Récemment, la région a reçu une nouvelle visibilité et a accru son attrait touristique grâce au montage de la série télévisée Un passo dal cielo, financée et parrainée par le Business Location Südtirol, une entreprise de la province de Bolzano.

## Monuments et lieux d'intérêt

### Architecture religieuse
L'architecture religieuse de la commune est riche de plusieurs édifices remontant jusqu'au XIIe siècle.

#### Collégiale de San Candido

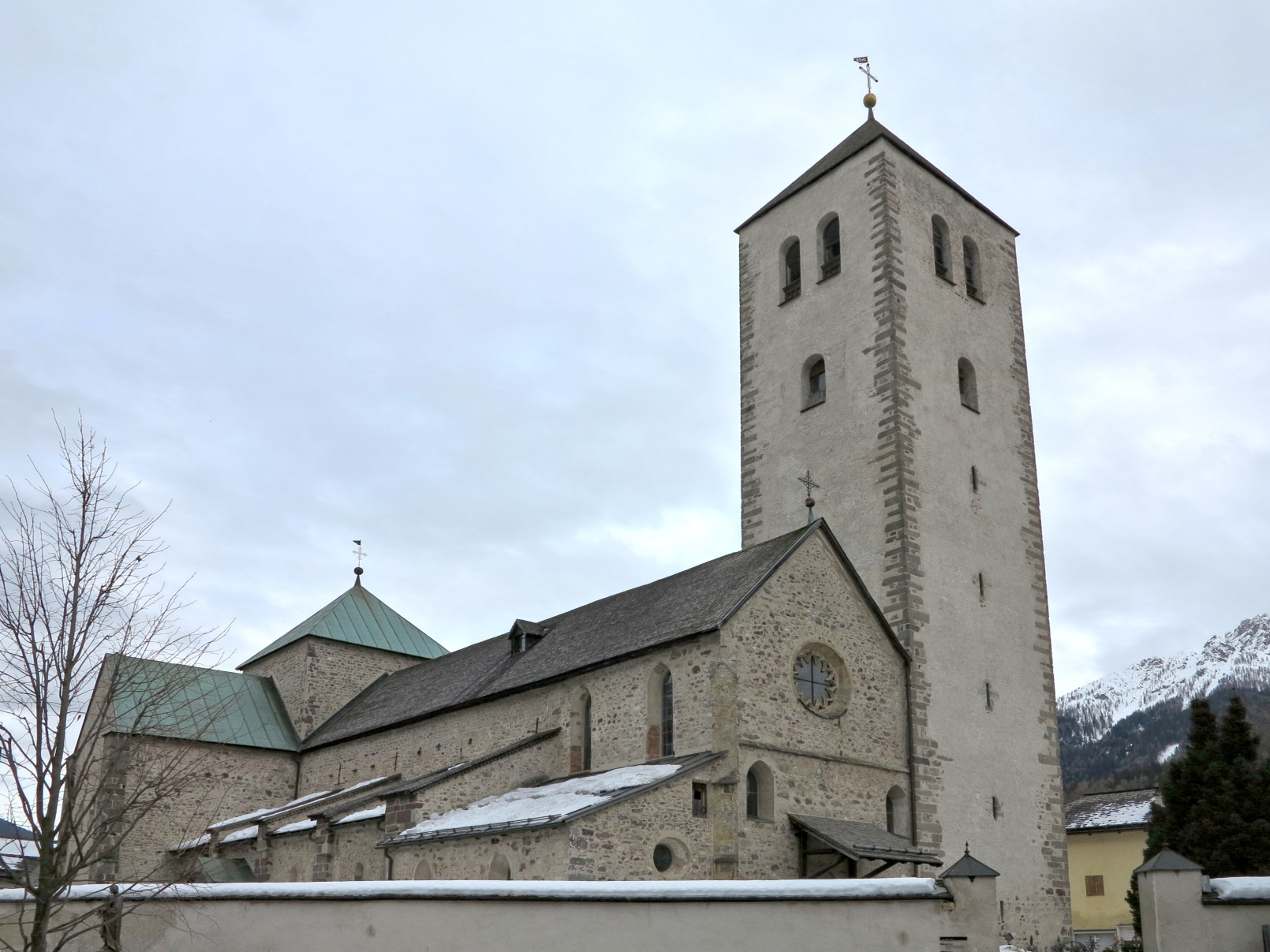
La collégiale de San Candido.

Le complexe de l'église collégiale de San Candido (Stiftskirche Innichen), considéré comme le monument roman le plus important du Tyrol du Sud, a été construit à partir de 1043 sur le site du monastère bénédictin fondé en 769 par Tassilon III de Bavière. Le puissant clocher et l'atrium avec les fonts baptismaux précèdent l'intérieur à trois nefs, qui conserve de nombreuses œuvres d'art, notamment des fresques de Michael Pacher. On peut y voir une poutre de gloire avec un crucifix en bois polychrome au format impressionnant (250 × 198 cm). Le Christ y a les yeux ouverts et est ceint d'une couronne selon le type du Christ triomphant.

#### Église paroissiale San Michele

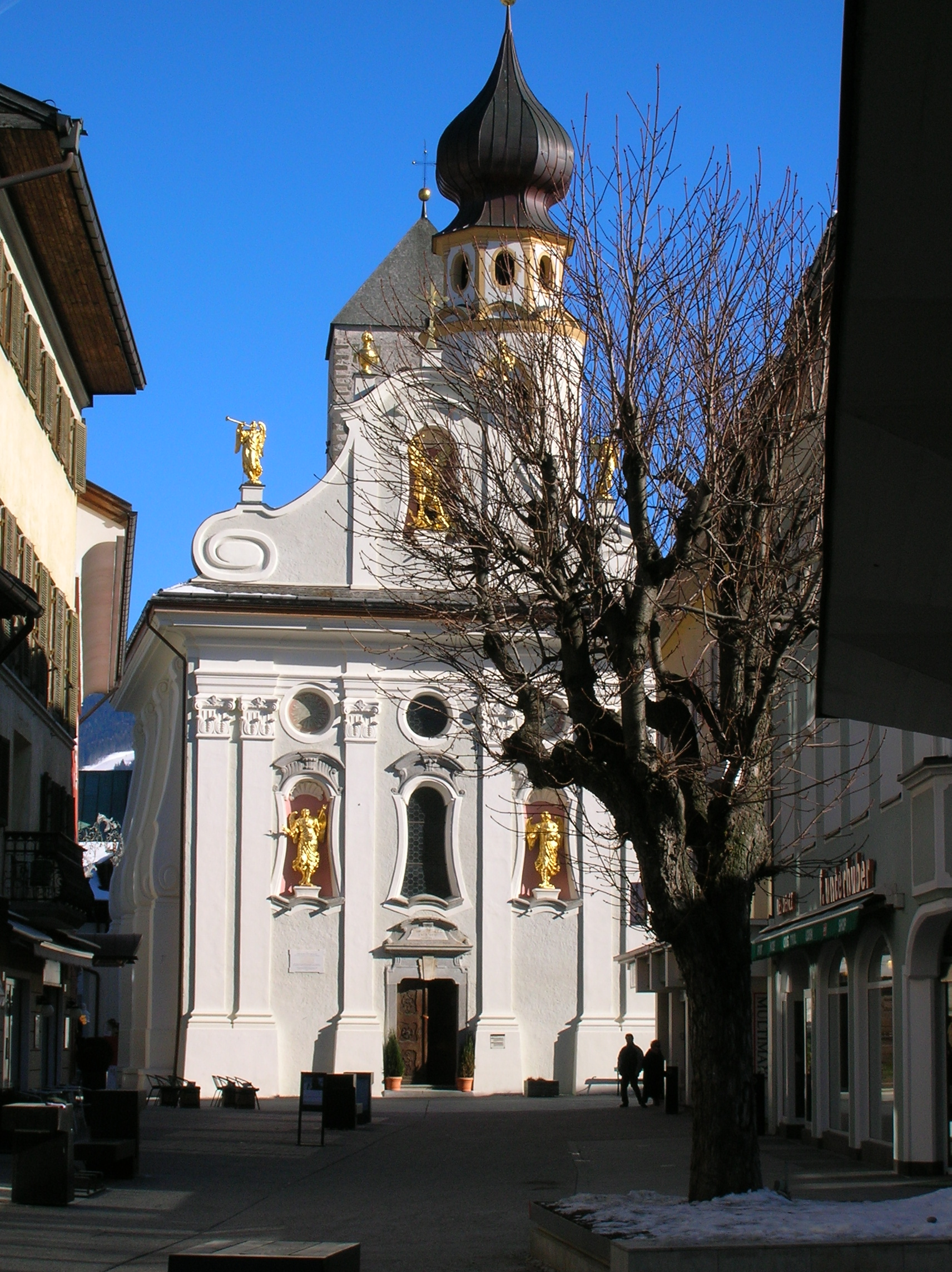
L'église paroissiale San Michele.

L'église paroissiale San Michele du XIIe siècle avec un style roman a été remodelé en 1735 pour l'adapter au style baroque, qui, compte tenu des nombreux ornements, peut également apparaître comme un style rococo. L'église a été détruite plusieurs fois dans son histoire et il ne reste aujourd'hui que le clocher cylindrique de l'église d'origine. Extérieurement, l'église a des fenêtres cintrées avec des niches qui gardent des statues et une grande façade principale donnant sur la place de la ville.

#### Église du couvent des franciscains
Le couvent, surplombant le fleuve Sesto, est consacré à Léopold III d'Autriche et fut construit à la fin du XVIIe siècle. La construction de l'église et du couvent remonte à l'arrivée des premiers frères franciscains en 1691, plus précisément entre 1693 et 1697. La structure a été conçue par le moine franciscain Vitus Rastpichler de l'Ötztal, qui, dans le respect de la tradition, ne dispose pas d'un haut clocher et de quelques difficultés architecturales et artistiques. Il convient de noter la bibliothèque historique du couvent, maintenant conservée à Bolzano.
Immédiatement après l'entrée principale, se trouve la chapelle dédiée à saint Antoine. Il reste peu d'objets de l'église d'origine. Les peintures des autels latéraux et celles représentant les saints franciscains sur le mur sud ont été conservées, tandis que les autels actuels sont des œuvres de la période rococo. Entre 1992 et 1994, la structure a fait l'objet d'une restauration minutieuse pour la ramener à son état d'origine, obtenant ainsi le prix Europa Nostra.

#### Chapelle d'Altötting et du Saint-Sépulcre

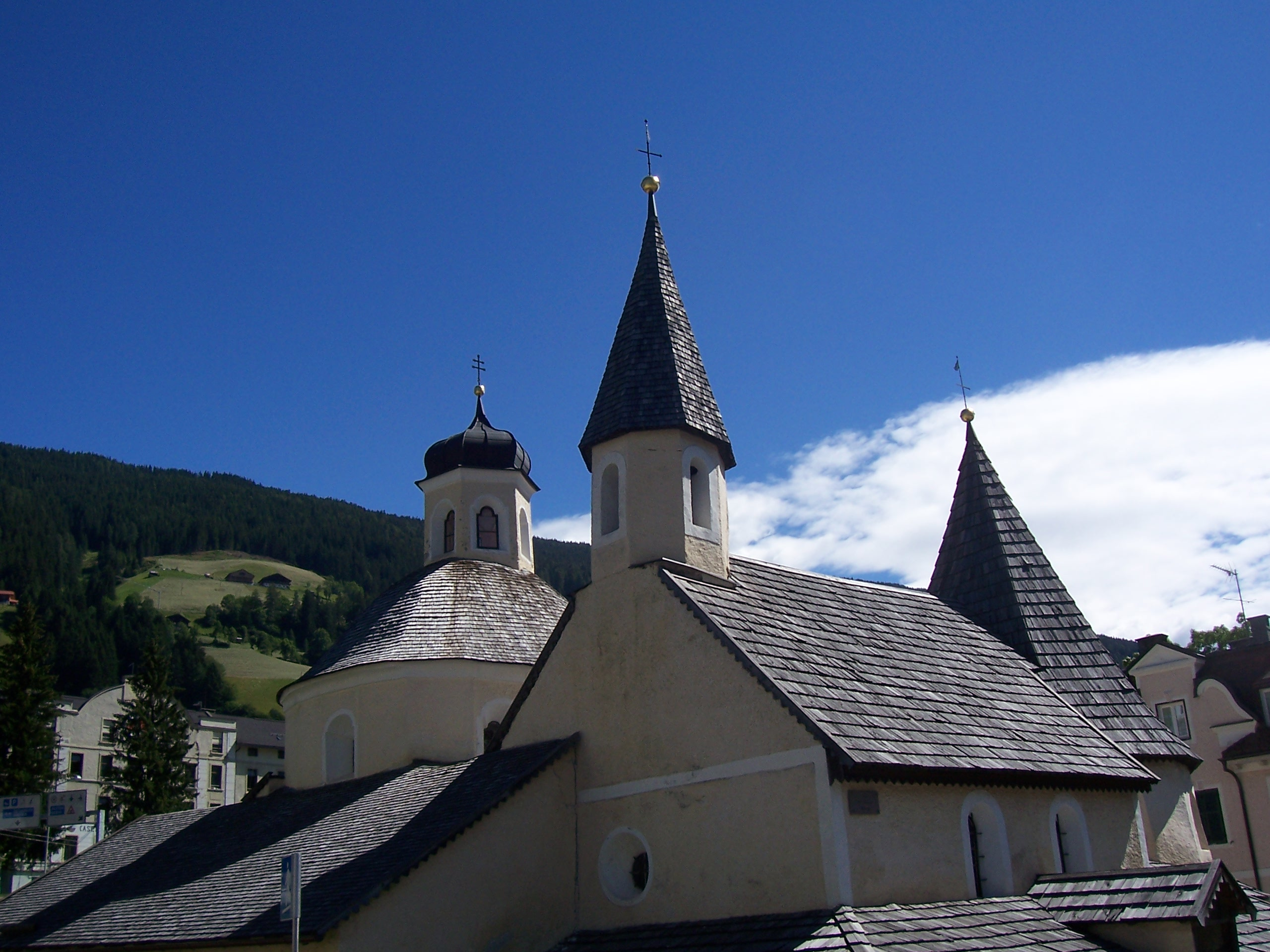
Chapelle d'Altötting et du Saint-Sépulcre.

La chapelle d'Altötting et du Saint-Sépulcre, près de la voie ferrée, construite en 1653 par l'hôte Georg Paprion après un pèlerinage en Terre Sainte, en copie miniature du Saint-Sépulcre au Golgotha de Jérusalem, harmonisée avec un bâtiment précédemment construit, qui était à son tour une copie de la chapelle des Grâces à Altötting. Ce sont en fait trois chapelles construites les unes dans les autres,.

### Architecture civile

#### BainsWildbadde San Candido

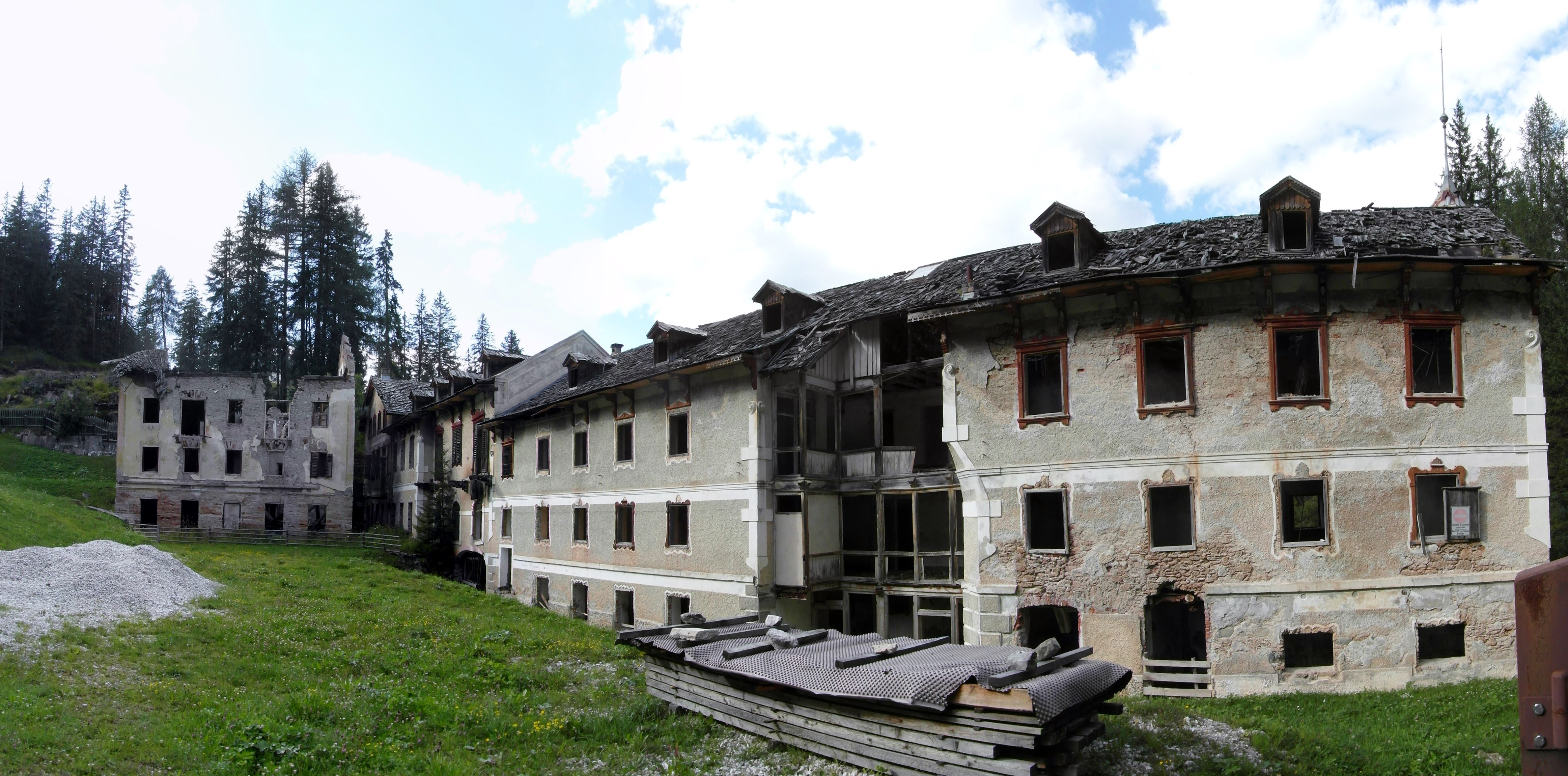
Les bains de San Candido.

À San Candido, il existe des séries rocheuses profondes, composées de quartz, de conglomérats et de grès du val Gardena.Dans les bois situés au pied de la Rocca dei Baranci, au sud de la ville, jaillissent les sources de soufre et de minéraux des Thermes de San Candido (Wildbad Innichen). Les thermes sont populaires depuis l'Antiquité et apparaissent pour la première fois dans des documents du XVIe siècle.
En 1856, le médecin hongrois Johann Schreiber agrandit les bains, donnant naissance à un sanatorium. Par la suite, sa fille et son mari, le comte Beckers, agrandissent les thermes qui deviennent un grand complexe hôtelier, le Grand Hôtel Wildbad, qui accueillera entre autres les empereurs allemands Guillaume II et Frédéric, et autrichien Charles Ier. Après le rattachement du sud du Tyrol à l'Italie, après la Première Guerre mondiale, l'établissement décline. Vendu aux enchères dans les années 1930, il est laissé à l'abandon. Aujourd'hui, il ne reste que la structure extérieure des thermes, alors que l'intérieur du complexe est en très mauvais état.
Les sources sont en réalité quatre.
Autour des thermes, une chapelle a été construite en 1591, dédiée à San Salvatore, encore aujourd'hui consacrée et bien conservée. La chapelle, consacrée en 1594, était reliée à un ermitage qui fut supprimé en 1786 par l'empereur Joseph II. Auparavant, cependant, il y avait un petit lieu de prière à la place de la chapelle, qui remonte au huitième siècle. C'était probablement un lieu de culte préchrétien.
En 1968, à la suite des recherches du professeur Giovanni Malagó, l'usine d'embouteillage de San Candido fut construite puis la commercialisation des eaux minérales naturelles de Kaiserwasser et de Lavaredo.

#### Château de chasse

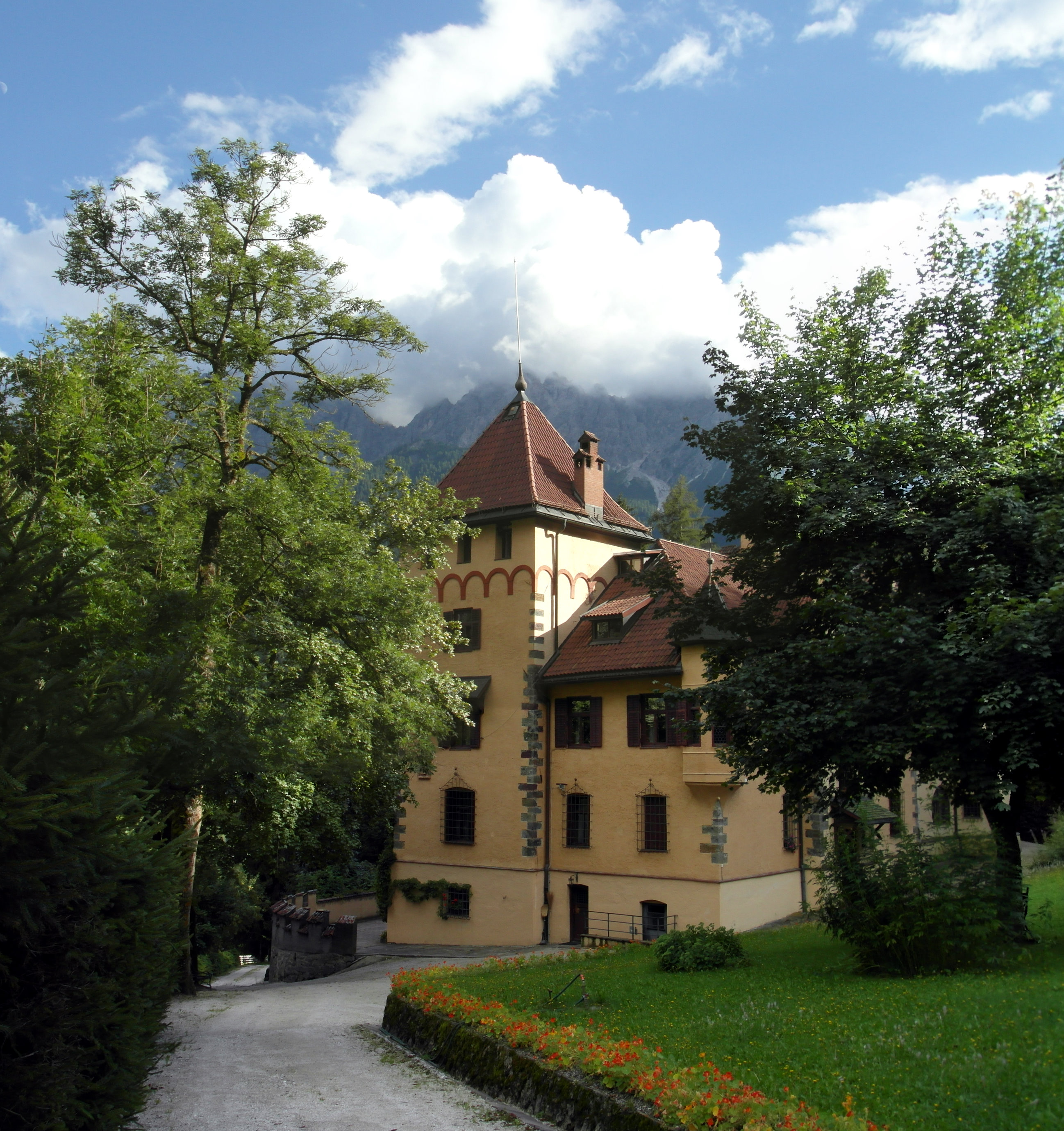
Le château de chasse.

Le duc Pietro d'Acquarone, ministre de la Maison royale de 1939 à 1944, acheta un petit château de chasse situé au nord de la ville, caché par la forêt, ainsi nommée parce que son intérieur est l'une des plus riches collections du monde de trophées d'animaux de grande taille et rares. En réalité, cet artefact a été reconstruit à partir des ruines d'un vieux château.

### Architectures militaires
Dans le village, il y a encore deux casernes de l'armée italienne : Druso et Antonio Cantore. Le premier est maintenant dans un état de négligence, tandis que le dernier abrite encore une partie du 6e régiment.

#### CaserneAntonio Cantore

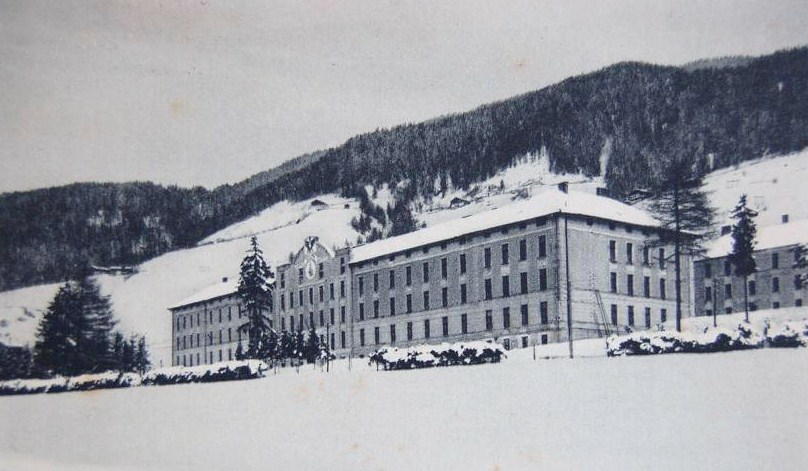
La caserne militaire Cantore.

Construite entre 1910 et 1911 pour 657 000 écus (pièce utilisée par l’empire austro-hongrois), le Kaiser Franz Josef était utilisé par le 3e régiment de San Candido. À la fin de la Première Guerre mondiale, San Candido devint italien et la caserne ne passa dans le domaine militaire que le 10 juin 1951, où elle servit de siège au bataillon alpin Bassano, qui fut intégré au 6e régiment alpin reconstitué le 15 janvier 1993. En 2002, le régiment a été muté à Brunico, à la caserne Lungramani et au bataillon alpin Bassano, en 2008. La caserne est actuellement le siège de la 74e compagnie d'instruction du bataillon alpin Bassano qui, à partir de 2015, était chargé de surveiller les frontières de l'État en raison de l'urgence des migrants et de l'opération Safe Roads. Elle est parfois utilisée comme centre d'entraînement alpin pour les troupes nationales et non nationales.

#### Mémorial militaire

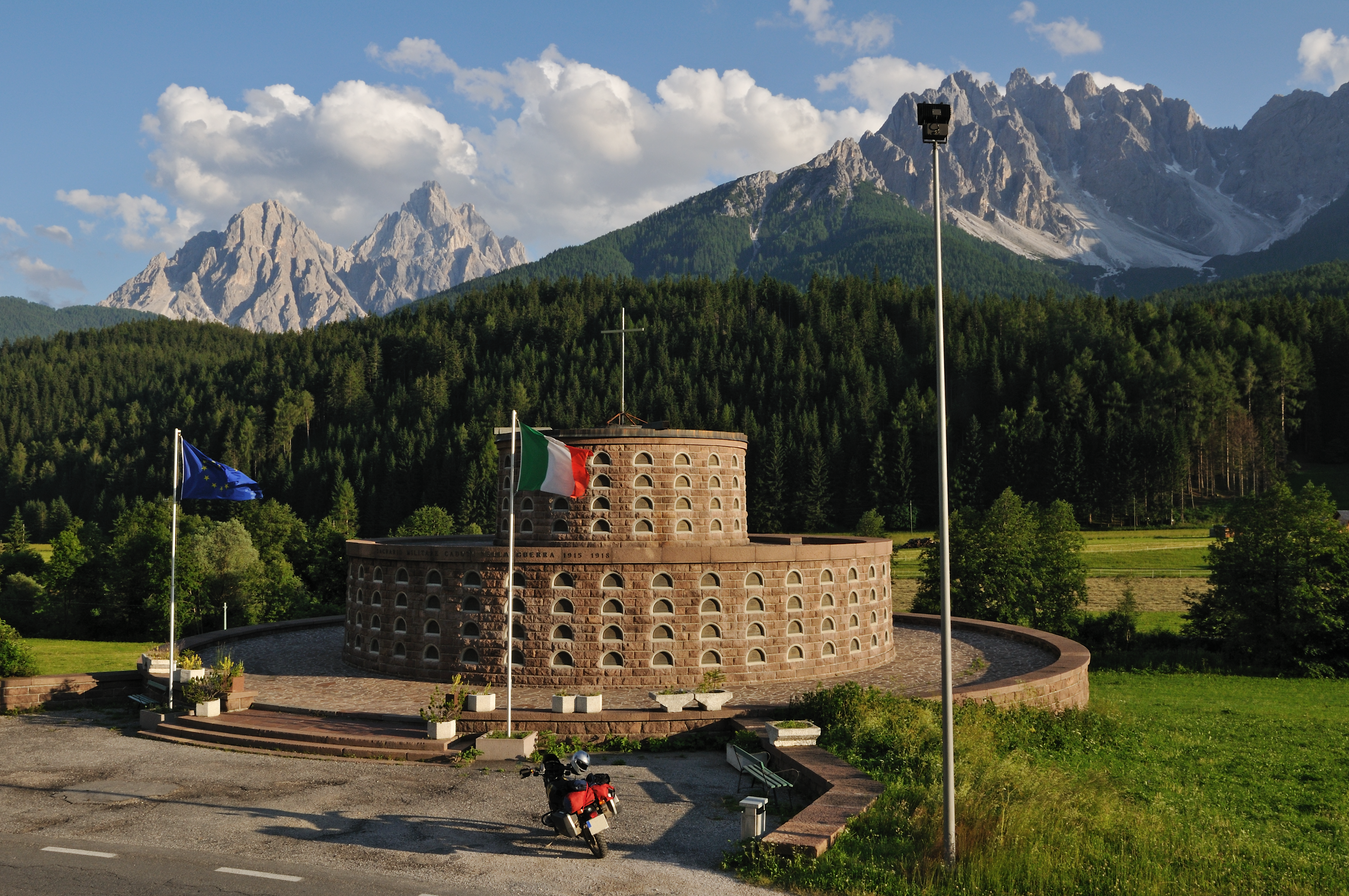
Le mémorial militaire de San Candido.

À quelques mètres de la ville, en direction de Versciaco ou de la frontière de l’État, se trouve un sanctuaire militaire qui conserve les restes de plus de 200 soldats décédés au cours de la Première Guerre mondiale. Il a une apparence circulaire. Il a été construit pour abriter les corps de 218 soldats italiens et de 10 soldats austro-hongrois.

#### Cimetière militaire de Burg
Pendant la Grande Guerre, San Candido se trouvait à l'arrière du front et était également un centre hospitalier. Ainsi, un grand nombre de soldats sont morts par suite de blessures ou de maladies, tant de l'armée austro-hongroise que de prisonniers de guerre italiens ou d'autres nations de l'Entente, ont été enterrés dans un cimetière situé sur la colline de Burg. Jusqu'à 700 tombes sont arrivées. Pendant des années, le cimetière militaire a été entretenu par les autorités publiques. Les corps des prisonniers de guerre italiens ont été transférés au mémorial militaire de Pocol. Après d'autres transferts, le cimetière a été abandonné à lui-même et en 2003 L'endroit a ensuite été récupéré grâce à des interventions. 

## Culture

### Bibliothèque
La bibliothèque municipale porte le nom de Peter Paul Rainer, né à San Candido le 10 août 1885 et mort le 2 mars 1938 à Liberec ; il était un écrivain apprécié de langue allemande.

### Musées

#### Musée des Dolomythos
Le musée des Dolomythos retrace l'histoire des Dolomites. Des vestiges de Rhyncosaurus, de Ticinosuchus et d’autres dinosaures du Trias ainsi que des restes de plantes et de coraux appartenant au Jurassique, tous accompagnés de modèles et de panneaux illustratifs, sont conservés dans les collections présentées ; il existe également des modèles géologiques et géographiques, qui retracent toute l'histoire des Dolomites : des récifs coralliens aux chaînes de montagnes.

#### Musée collégial
Le musée abrite le trésor de la cathédrale, des livres datant du XVe siècle au XVIIIe siècle et une vaste collection de manuscrits, qui font partie de la bibliothèque préservée du musée, l'une des plus importantes du Tyrol ; dans le couvent franciscain, se trouve également de nombreuses découvertes archéologiques remontant aux siècles de l'Empire romain et une collection d'objets folkloriques,.

### Cinéma
La série télévisée Un passo dal cielo, avec Terence Hill, se déroule à San Candido.

### Traditions et folklore

#### Légende des géants Huno et Hauno
Le nom allemand de la Rocca dei Baranci, Haunold, provient probablement du nom de famille d'un gentilhomme, un certain Hunolt, propriétaire des bois sous la montagne. Il existe cependant une légende qui fait remonter le toponyme à la lutte titanesque opposant des géants : le géant Hauno dirigeait une horde qui dévastait le Pusteria et, avant de partir piller ailleurs, laissa une poignée de troupes près de Sillian pour construire le château de Hunnenfels (probablement l'actuel château de Heinfels). Pour venir en aide aux habitants, un géant appelé Huno est apparu dans les bois, se déclarant prêt à aider les villageois et à prendre d'assaut le château. La guerre était sanglante et a entraîné une lutte entre les deux géants, à partir de laquelle Huno est sorti victorieux. Il s'installe sous la Rocca dei Baranci, construisant le monastère de San Candido. Ensuite, le géant a été tué avec un stratagème par les habitants de la vallée à cause de ses demandes alimentaires exorbitantes.
Cette légende est très chère aux habitants locaux, à tel point qu'il est possible de retrouver les traces des deux géants sur certaines maisons.

## Sports
San Candido est une ville riche en installations pour les sports d’hiver, mais aussi pour l’été. La gare de départ du téléphérique pour les pistes de ski du monte Elmo se situe directement dans le hameau de Versciaco.

### Luge d'été

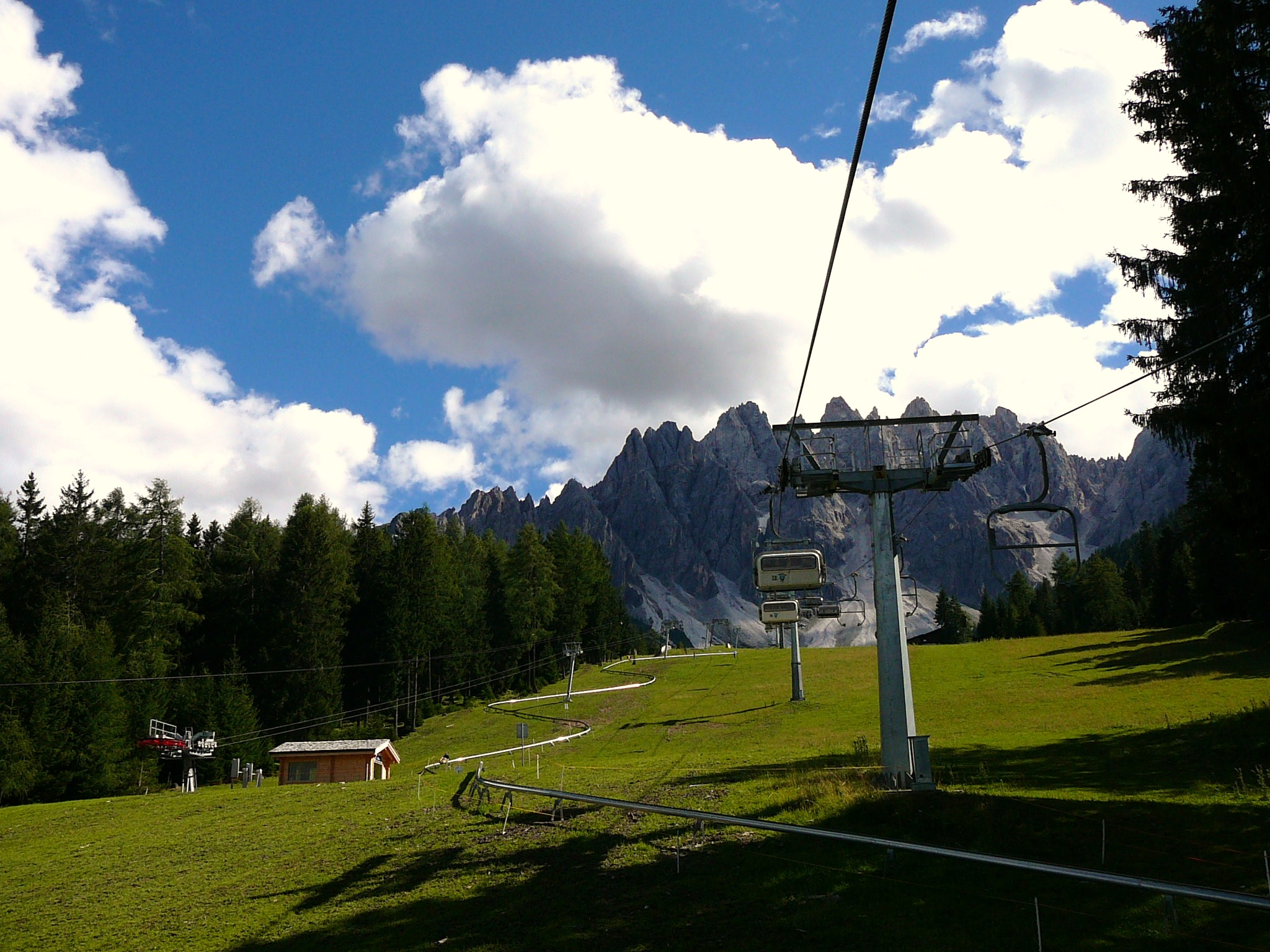
La piste de luge d'été.

En été, la piste de ski Baranci est utilisée pour installer une luge d'été, première piste du Tyrol du Sud. C'est un bob ancré dans un monorail qui descend au village. La piste, longue de 1,7 km, avec des pentes maximales de 40 %, couvre une différence de hauteur de 314 mètres et atteint une vitesse maximale de 10 m/s (à l’intérieur du bob se trouve un limiteur de vitesse).
L'attraction est ouverte au public de la mi-juin à la mi-septembre et convient également aux enfants de moins de sept ans qui peuvent prendre le bras de leurs parents.

### Compétitions sportives
- Championnats du monde de snowboard 1997

## Personnalités liées à la commune
- Thomas Prugger (né en 1971), snowboardeur ;
- Nathalie Santer (née en 1972), biathlète ;
- Kurt Sulzenbacher (né en 1976), skieur alpin ;
- Christian Oberstolz (né en 1977), lugeur ;
- Jannik Sinner (né en 2001), joueur de tennis.